# 陳其采
陳 其采（ちん きさい）は清末、中華民国（台湾）の軍人・政治家・銀行家・実業家。字は藹士。陳其業・陳其美の弟で、陳果夫・陳立夫兄弟（其業の子）の叔父にあたる。当初は革命派の軍人だったが、第二革命失敗後は銀行家・実業家などに転じた。別号は涵廬。

## 事績

### 革命派としての活動
上海中西書院、金陵同文館、江南儲材学堂などで学ぶ。1895年（光緒21年）、日本に留学し、成城学校を経て陸軍士官学校で学んだ。卒業後の1903年（光緒29年）に帰国し、長沙武備学堂総教習、同学堂監督、新軍統帯などを歴任する。その間、密かに革命派の工作に従事している。後に南京の新軍第9鎮へ異動し、軍諮府第3庁庁長に昇進した。さらに保定陸軍軍官学校に赴任して、監督となっている。
辛亥革命が勃発すると、革命派の徐紹楨率いる南京攻略軍に参謀として参加した。中華民国成立後の1912年（民国元年）に大総統府諮議、江蘇都督府参謀庁庁長となっている。翌1913年（民国2年）の第二革命（二次革命）では、兄の陳其美に従い江南機器局攻撃に参加したが、敗北に終わり、日本に亡命している。

### 銀行界・実業界への転向

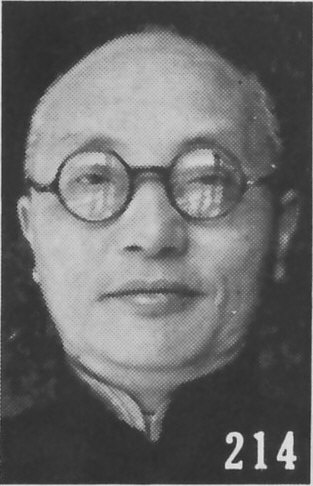
陳其采別影
『最新支那要人伝』(1941年)

これ以後、陳其采は軍人からは事実上引退し、主に実業界・政界での活動に軸足を移す。帰国後は中国銀行総文書に任ぜられ、さらに張謇の招聘に応じて大豊公司総経理となっている。後に中国銀行に戻り、杭州分行副行長（行務代理）に任ぜられた。1924年（民国13年）、湖州旅滬同郷会（湖州出身者による上海での互助会）が結成されると、陳が理事長に選出されている。
1926年（民国15年）、陳其采は江浙財政委員会主任委員、浙江政治分会委員となる。翌年5月、浙江省政務委員会委員に任ぜられ、財政庁庁長を兼任した（10月に省政務委員会が省政府に改組されても留任）。6月、国民政府導准委員会副委員長となり、さらに財務処処長も兼ねている。1928年（民国17年）11月、江海関監督となり、その翌年4月には上海市臨時政治委員会委員となった。
1930年（民国19年）3月、陳其采は江蘇省財政庁庁長に任ぜられる。同年12月には国民政府主計処籌備委員会主任となり、翌年3月の主計処成立とともに主計長に任ぜられた。その後も、中央銀行常務理事、中国銀行董事、交通銀行常務董事（後に董事長代理）、中英庚款保管委員会董事、中国農民銀行常務董事など銀行界で要職を歴任している。1941年（民国30年）9月に行政院水利委員会委員、1944年（民国33年）3月に中央銀行常任理事となった。
戦後の1946年（民国35年）10月に陳其采は国民政府委員に任ぜられ、後に総統府国策顧問となる。国共内戦の末期に台湾に逃れた。
1954年（民国43年）8月7日、台湾にて病没。享年75（満73歳）。